# Liste der Kulturdenkmale in Ottendorf-Okrilla

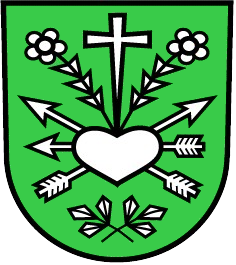
Wappen von Ottendorf-Okrilla

In der Liste der Kulturdenkmale in Ottendorf-Okrilla sind die Kulturdenkmale der sächsischen Gemeinde Ottendorf-Okrilla verzeichnet, die bis September 2024 vom Landesamt für Denkmalpflege Sachsen erfasst wurden (ohne archäologische Kulturdenkmale). Die Anmerkungen sind zu beachten.
Diese Liste ist eine Teilliste der Liste der Kulturdenkmale im Landkreis Bautzen.

## Ottendorf-Okrilla
| Bild                                    | Bezeichnung | Lage                                               | Datierung                                                            | Beschreibung | ID       |
| --------------------------------------- | --- | -------------------------------------------------- | -------------------------------------------------------------------- | --- | -------- |
| Direkt Bild zu diesem Denkmal hochladen | Wohnhaus | Am Weinberg 2 (Karte)                              | Um 1850                                                              | Putzbau mit Mittelrisalit und Dreiecksgiebel, baugeschichtlich von Bedeutung | 09284171 |
| Weitere Bilder                          | Turnhalle und terrassenartige Vorplatzeinfassung | An der Blöße 1b (Karte)                            | 1920er Jahre                                                         | Zeittypischer Putzbau auf Granitsockel, Eingangsbereich mit Granitsteinen betont, baugeschichtlich und ortsgeschichtlich von Bedeutung, recht monumental | 09284149 |
|                                         | Wohnhaus | An der Blöße 2 (Hermann-Lehmann-Straße 4) (Karte)  | 1920er Jahre                                                         | Putzbau mit historisierender Fassade, baugeschichtlich von Bedeutung, stark historisierend | 09284148 |
|                                         | Wohnhaus (Nr. 11), dahinter liegendes Waschhaus, Haus mit Wagenschuppen (Nr. 9), Schuppen mit Taubenturm und zwei Hofeinfahrtspfosten | An der Köhlerei 9, 11 (Karte)                      | Um 1870/1880                                                         | Gründerzeitliches Wohnhaus mit Putzgliederung und Freigespärre im Giebel, Wagenschuppen teilweise Fachwerk mit Klinker, Taubenhaus Klinker und Holz, baugeschichtlich von Bedeutung, Wohnhaus mit Sandsteinsockel, hölzernem Eingangsvorbau, originalen Gesimsen und Fenstern, Schuppen mit Taubenturm schiefergedeckt, Hofeinfahrtspfosten schön | 09284193 |
| Weitere Bilder                          | Schulgebäude | An der Schule 1 (Karte)                            | Bezeichnet mit 1895                                                  | Heute Vereinshaus, Putzbau mit übergiebeltem Mittelrisalit, Steingewände, baugeschichtlich und ortsgeschichtlich von Bedeutung | 09284167 |
| Direkt Bild zu diesem Denkmal hochladen | Wohnhaus | Bahnhofstraße 6 (Karte)                            | Um 1910                                                              | Zeittypischer Putzbau, baugeschichtlich von Bedeutung | 09284145 |
|                                         | Fabrikgebäude | Bergstraße 2a (Karte)                              | Ende 19. Jahrhundert                                                 | Putzbau mit Fenstergewänden in Klinker, Sandsteinsockel, baugeschichtlich und ortsgeschichtlich von Bedeutung | 09284178 |
|                                         | Wohnhaus | Bergstraße 4 (Karte)                               | Bezeichnet mit 1841                                                  | Rückseite vermutlich Obergeschoss Fachwerk verputzt, baugeschichtlich von Bedeutung | 09284177 |
| Direkt Bild zu diesem Denkmal hochladen | Einfriedungsmauer | Förstereistraße 13 (gegenüber) (Karte)             | 19. Jahrhundert                                                      | Verputzter Bruchstein, straßenbildprägend von Bedeutung, laut ALK-Daten ist die Hausnummer 2b nicht vergeben. | 09284191 |
| Weitere Bilder                          | Steinmetzmühle; Mühle mit angebauter Bäckerei und Müllerwohnhaus mit Bäckerladen | Frankenfurt 1b (Karte)                             | 1930er Jahre                                                         | Wohnhaus mit figürlicher Bauplastik, Figur einer Mutter mit zwei Kindern und einem Laib Brot auf Konsole, mit Insignien der Mühle, baugeschichtlich und technikgeschichtlich von Bedeutung. Großer Bau in der Art Schmidthenners, mit Fensterläden, originaler Putz, Fenster, Innenausstattung 1937 Bau einer Musterbäckereianlage mit Wohngebäude und Verkaufsladen für die „Steinmetz-Patentmüllerei“ aus Berlin, Entwurf Willy Schubert überlebensgroße Figur „Mutter mit einem Laib Brot und zwei Kindern“ (Steinguss) über dem Eingang von Georg Türke, 1937 (Quelle: Knüppel, 2005, S. 69, 228). | 09284147 |
|                                         | Wohnhaus | Hermann-Lehmann-Straße 4 (An der Blöße 2) (Karte)  | 1920er Jahre                                                         | Putzbau mit historisierender Fassade, baugeschichtlich von Bedeutung, stark historisierend | 09284148 |
| Direkt Bild zu diesem Denkmal hochladen | Pfarrhaus | Kirchstraße 2 (Karte)                              | 1848                                                                 | Putzbau mit spätklassizistischer Fassade, baugeschichtlich und ortsgeschichtlich von Bedeutung. Die Datierung 1848 steht bestimmt über dem Eingang. | 09284165 |
| Weitere Bilder                          | Auszüglerhaus und Hofeinfahrt eines Dreiseithofes | Königsbrücker Straße 1 (Karte)                     | Um 1800                                                              | Obergeschoss Fachwerk, Giebel verbrettert, baugeschichtlich und sozialgeschichtlich von Bedeutung | 09284160 |
|                                         | Ländliches Wohnhaus | Königsbrücker Straße 3 (Karte)                     | Nach 1850                                                            | Eingeschossiger Putzbau mit Zwerchhaus und zwei Dachhäuschen, baugeschichtlich von Bedeutung, zwei hölzerne Vorhäuschen, originale Dachdeckung | 09284180 |
| Weitere Bilder                          | Gasthof „Zum Hirsch“ mit winkelförmigem Saalanbau | Königsbrücker Straße 8 (Karte)                     | Hauptbau 18. Jahrhundert (Gasthof); 2. Hälfte 19. Jahrhundert (Saal) | Gasthof Obergeschoss Fachwerk, Saalanbau verputzt, baugeschichtlich und ortsgeschichtlich von Bedeutung | 09284188 |
|                                         | Villenartiges Wohnhaus | Königsbrücker Straße 13c (Karte)                   | 3. Viertel 19. Jahrhundert                                           | Putzbau mit übergiebeltem Mittelrisalit und Holzveranda, baugeschichtlich von Bedeutung, villenartiges Wohnhaus mit Holzveranden und schönen Fenstern | 09284190 |
|                                         | Wohnhaus mit Einfriedung | Königsbrücker Straße 25 (Karte)                    | Um 1900                                                              | Putzbau mit aufwändig übergiebeltem Seitenrisalit, schmiedeeiserne Einfriedung, baugeschichtlich von Bedeutung, Zaun original, Hecke darüber gewachsen | 09284195 |
| Weitere Bilder                          | Gasthof „Zum goldenen Ring“, Wirtschaftsflügel und Kegelbahn | Königsbrücker Straße 38 (Karte)                    | 2. Hälfte 19. Jahrhundert                                            | Breitgelagerter Putzbau mit Krüppelwalmdach, baugeschichtlich und ortsgeschichtlich von Bedeutung, Wirtschaftsflügel mit Holzgang am Obergeschoss, Kegelbahn Fachwerk mit Klinker | 09284192 |
| Direkt Bild zu diesem Denkmal hochladen | Mietshaus | Königsbrücker Straße 45 (Karte)                    | Um 1900                                                              | Zeittypischer Putzbau mit zwei übergiebelten flachen Risaliten, ein Risalit mit vorgelagerten Holzveranden, baugeschichtlich von Bedeutung, mit originaler Dachdeckung, mit Kriechblumen, originalen Fenstern | 09284197 |
| Direkt Bild zu diesem Denkmal hochladen | Wohnstallhaus | Lomnitzer Straße 13 (Karte)                        | 18. Jahrhundert                                                      | Ohne hinteren Anbau, Obergeschoss Fachwerk verbrettert, baugeschichtlich von Bedeutung | 09284135 |
| Weitere Bilder                          | Schule, Nebengebäude und Einfriedung | Radeberger Straße 1 (Karte)                        | Bezeichnet mit 1863 (Schule); 1863 (Nebengebäude)                    | Putzbau mit flachem Mittelrisalit und Drempelzone, baugeschichtlich und ortsgeschichtlich von Bedeutung. - Schule: Kubatur und Proportionen weitgehend unverändert, durchgängig Sandsteingewände erhalten (giebelseitig nur gemauerte und verputzte Bögen), durch dreiteilige Gestaltung betonter Eingangsbereich, Satteldach mit Drempel, profiliertes Traufgesims, verputzter Sockel mit senkrechten Rillen (Granitmauerwerk), grob strukturierte Putzhaut, Fassade bewusst symmetrisch gestaltet, in kleiner Sandsteintafel über dem Sockel (straßenseitig) bezeichnet mit 1863, Giebeldreieck mit drei Rundbogenfenstern (gerade Gewändestücke Sandstein, Bögen gemauert und verputzt). - eingeschossiges Nebengebäude: ebenfalls weitgehend authentisch erhalten, Sandsteingewände an Türen und Fenstern, Drempel mit gepaarten Lüftungsschlitzen. - Einfriedung: Granitpfosten erhalten | 09284200 |
| Weitere Bilder                          | Wohnhaus | Radeberger Straße 4 (Karte)                        | Um 1800                                                              | Obergeschoss Fachwerk verputzt, baugeschichtlich von Bedeutung | 09284161 |
| Weitere Bilder                          | Kirche Ottendorf-Okrilla mit Kirchhof und Friedhofserweiterung (Sachgesamtheit) | Radeberger Straße 10 (neben Kirchstraße 2) (Karte) | 17. Jahrhundert (Kirchhof); Um 1900 (Friedhofsgestaltung)            | Sachgesamtheit Kirche Ottendorf-Okrilla mit Kirchhof und Friedhofserweiterung am Feldweg, Einzeldenkmale: Kirche, fünf Grabmale, eine Grabanlage und Denkmal für die Gefallenen des Ersten Weltkrieges auf dem Kirchhof, zwei Steinbänke und ein Grabmal auf dem Friedhof sowie gesamte Einfriedungsmauer mit fünf schmiedeeisernen Toren (ID-Nr. 09284163, Radeberger Straße 10), fünf Lindenbäume auf dem Kirchhof und zwei Lindenalleen, zwei Amerikanische Roteichen und Heckenquartiere auf der Friedhofserweiterung (Gartendenkmal) sowie Kirchhof und Friedhof als Sachgesamtheitsteil; baugeschichtlich und ortsgeschichtlich von Bedeutung | 09303620 |
| Weitere Bilder                          | Kirche, fünf Grabmale, eine Grabanlage und Denkmal für die Gefallenen des Ersten Weltkrieges auf dem Kirchhof, zwei Steinbänke und ein Grabmal auf dem Friedhof sowie gesamte Einfriedungsmauer mit fünf schmiedeeisernen Toren (Einzeldenkmale zu ID-Nr. 09303620) | Radeberger Straße 10 (neben Kirchstraße 2) (Karte) | 1874–1875 (Kirche); nach 1918 (Kriegerdenkmal)                       | Einzeldenkmale der Sachgesamtheit Kirche Ottendorf-Okrilla mit Kirchhof und Friedhofserweiterung am Feldweg; baugeschichtlich und ortsgeschichtlich von Bedeutung | 09284163 |
| Weitere Bilder                          | Haltepunkt Ottendorf-Okrilla; Empfangsgebäude | Radeberger Straße 18 (bei) (Karte)                 | Um 1884                                                              | Fachwerk mit Klinkerausfachung, Drempel, eisenbahngeschichtlich von Bedeutung | 09284202 |
|                                         | Wohnstallhaus | Radeberger Straße 29 (Karte)                       | 2. Hälfte 19. Jahrhundert                                            | Obergeschoss Fachwerk verbrettert, baugeschichtlich von Bedeutung | 09284132 |
|                                         | Auszüglerhaus eines Dreiseithofes | Radeberger Straße 43 (Karte)                       | Um 1800                                                              | Obergeschoss Fachwerk verbrettert, baugeschichtlich und sozialgeschichtlich von Bedeutung | 09284133 |
| Direkt Bild zu diesem Denkmal hochladen | Wohnhaus | Radeburger Straße 9 (Karte)                        | 1920er Jahre                                                         | Putzbau mit ausgeprägter Art-déco-Putzgestaltung und Reliefs mit figürlichen Darstellungen, baugeschichtlich von Bedeutung, originale Fenster, Einfriedung abgebrochen | 09284169 |
| Weitere Bilder                          | Rathaus | Radeburger Straße 34 (Karte)                       | Bezeichnet mit 1934, im Kern älter                                   | Zeittypischer Putzbau mit Mansardwalmdach, zurückgesetzter rechter Teil mit Turm älteren Datums, baugeschichtlich und ortsgeschichtlich von Bedeutung | 09284150 |
| Direkt Bild zu diesem Denkmal hochladen | Wehr | Radeburger Straße 78 (hinter) (Karte)              | 1. Hälfte 20. Jahrhundert                                            | Dreifelderwehr mit unterschiedlich breiten Feldern von Seltenheitswert, technik- und ortsgeschichtliche Bedeutung | 09306002 |
|                                         | Wohnhaus mit Einfriedung | Radeburger Straße 120 (Karte)                      | Ende 19. Jahrhundert                                                 | Späthistoristischer Putzbau mit seitlicher Holzveranda, baugeschichtlich von Bedeutung, verschiedene originale Fenster | 09284174 |
|                                         | Wohnhaus | Teichstraße 3 (Karte)                              | Um 1800                                                              | Obergeschoss Fachwerk verbrettert, baugeschichtlich von Bedeutung | 09284130 |
| Direkt Bild zu diesem Denkmal hochladen | Wohnhaus | Wachbergstraße 16 (Karte)                          | 1. Hälfte 19. Jahrhundert                                            | Obergeschoss Fachwerk verbrettert, baugeschichtlich von Bedeutung | 09284172 |

## Grünberg
| Bild                                    | Bezeichnung                                                                                           | Lage                                                         | Datierung                                                               | Beschreibung | ID       |
| --------------------------------------- | --- | ------------------------------------------------------------ | ----------------------------------------------------------------------- | --- | -------- |
| Direkt Bild zu diesem Denkmal hochladen | Wasserzuführungsanlage                                                                                | (Flurstücke 30/2, 30/5, 30/6, 30f, 30/8, 230c, 226b) (Karte) | Um 1900                                                                 | Gesamtanlage von technikgeschichtlicher Bedeutung. Der Turbinengraben ist 1892 zur Energiegewinnung mit Hilfe zweier Turbinen in der ehemaligen Schneidmühle in Grünberg gebaut und bis 1927 genutzt worden. Die Überkreuzung der Großen Röder erfolgte mittels eines hölzernen Wasserkastens. In den Mangeljahren nach 1945 wurde das System zur Steigerung der Stromerzeugung reaktiviert. Die hölzerne Querung wurde durch einen Düker in Betonbauweise ersetzt, ein in Sachsen einmaliges wassertechnisches Bauwerk im Zuge von vergleichbaren Gräben. Die erneute Energiegewinnung wurde bis 1979 aufrechterhalten. Zur Gesamtanlage gehören das mit Natursteinmauern seitlich gefasste Wehr mit Grabenschütz und unmittelbar folgendem, regelbaren Querabschlag, der Freispiegeldüker mit Einlaufbauwerk, unterirdischer Betonrohrleitung, Kontrollschacht mit Einstiegsbauwerk sowie Auslaufbauwerk, dem über weite Strecken mit Trockenmauern gefassten Graben, dem Einlaufbauwerk oberhalb des Turbinenhauses mit Sammelbecken, unterirdischer Rohrleitung und einem in Betonbauweise ausgeführten Überlaufkanal seitlich des Turbinenhauses, 2 Francis-Turbinen (Voith, 100 und 42 kW) und dem Untergraben. | 09284142 |
|                                         | Schirmermühle; Müllerwohnhaus, Mühlgebäude und Nebengebäude einer Mühlenanlage sowie Mühlgraben       | An der Mühle 5 (Karte)                                       | 2. Hälfte 19. Jahrhundert (Mühle); bezeichnet mit 1866 (Müllerwohnhaus) | Putzbauten, ortsgeschichtlich und technikgeschichtlich von Bedeutung, Müllerwohnhaus mit Inschrifttafel | 09283249 |
| Direkt Bild zu diesem Denkmal hochladen | Wegesäule                                                                                             | Langebrücker Straße (Karte)                                  | 2. Hälfte 19. Jahrhundert                                               | Schlichte Granitsäule mit Inschriften (Distanzangaben) und abgeflacht pyramidialem oberen Abschluss, orts- und verkehrsgeschichtliche Bedeutung | 09305928 |
|                                         | Pfarrhaus, Reste der Einfriedungsmauer mit Tor sowie Pfarrgarten                                      | Langebrücker Straße 2 (Karte)                                | 1848                                                                    | Pfarrhaus heute Wohnhaus, klassizistischer Putzbau mit Walmdach, baugeschichtlich und ortsgeschichtlich von Bedeutung. Nebengebäude Abbruch, Pumpe nicht mehr zu sehen, Reste Einfriedungsmauer, an Ostseite ehemaliges Tor mit Torpfeilern und separatem Eingang. Pflanzliche Ausstattung des Pfarrgartens (Nebenanlage): südlich des Pfarrhauses zwei Kopf-Linden, an Nordwestecke ehemals geschnittene Kopf-Linde, an Ost-Seite Reste alter Fliedersträucher, südwestlich Wiese mit altem Obstbaumbestand. | 09283247 |
|                                         | Wohnstallhaus (Nr. 8), Seitengebäude (Nr. 8a) und Scheune eines Dreiseithofes sowie Einfriedungsmauer | Langebrücker Straße 8, 8a (Karte)                            | Bezeichnet mit 1886                                                     | Wohnhaus zeittypischer Putzbau, Seitengebäude umgebaut zum Wohnhaus, baugeschichtlich und wirtschaftsgeschichtlich von Bedeutung, Wohnstallhaus im Giebel bezeichnet | 09283253 |
|                                         | Bergkeller mit zwei Eingängen                                                                         | Lausaer Straße (Karte)                                       | 19. Jahrhundert                                                         | Zum Teil mit originalen Sandsteingewänden und kleinen quadratischen Fensteröffnungen, Bruchsteinmauerwerk mit Ziegelausbesserungen, verputzt, sozialgeschichtlich und straßenbildprägend von Bedeutung. Stand bis 2001 irrtümlich unter „Langebrücker Straße“ in der Denkmalliste. Zwei Eingänge, hochrechteckig mit hölzernen (Latten-)Türen (rechte Tür neu), linke Tür rechts/links von je einer kleinen quadratischen Fensteröffnung flankiert, zum Teil Sandsteingewände, gerader Sturz, Bruchsteinmauerwerk, verputzt, mit Schadstellen, Eingang ebenerdig, vermutlich zwei Tonnen, Gewölbe außen bewachsen. | 09283736 |
|                                         | Bogenbrücke über den Roten Graben                                                                     | Lausaer Straße (Karte)                                       | 19. Jahrhundert                                                         | Granitquader mit Brüstung, baugeschichtlich von Bedeutung | 09283616 |
|                                         | Kirche und Kirchhof Grünberg; ein Grabmal, umgebende Einfriedungsmauer und zwei Kirchhofstore         | Lausaer Straße (Karte)                                       | Wetterfahne bezeichnet mit 1780 (Kirche); nach 1908 (Grabmal)           | Kirche Putzbau mit achteckigem Turm und Welscher Haube, baugeschichtlich und ortsgeschichtlich von Bedeutung, Kirche stark umgebaut, achteckiger Turm mit Welscher Haube, Grabmal Familie Karl Friedrich (1823–1894) und Johanne Wilhelmine (1825–1908) Schrickel, Sandstein mit zwei emaillierten Medaillons, umlaufende Einfriedungsmauer aus Bruchstein, Kirchhof mit fünf Lindenbäumen, teils mit Schnittstellen | 09283248 |
|                                         | Denkmale für Gefallenen des Ersten und Zweiten Weltkrieges                                            | Lausaer Straße (Karte)                                       | Nach 1918                                                               | Ortsgeschichtliche Bedeutung. Zwei Findlinge auf Steinsetzungen mit Inschriftenplatte für Gefallene des Ersten und Zweiten Weltkrieges mit Auflistung der Namen der gefallenen Grünberger Bürger, Ketteneinfriedung mit fünf Metallpfosten, Objekt ist wegen Verwechslung mit einem Jubiläumsstein auf der Prof.-Nagel-Straße fälschlicherweise gestrichen worden. Besichtigung vor Ort am 9. Februar 2005 erbrachte nötige Korrektur. | 09283658 |
|                                         | Herrenhaus des Rittergutes Grünberg                                                                   | Lausaer Straße 6 (Karte)                                     | Um 1866                                                                 | Putzbau mit Stilelementen der deutschen Neorenaissance, baugeschichtlich und ortsgeschichtlich von Bedeutung, deutsche Neorenaissance, Sandsteingewände, Steinaufsätze an Dachecken und Firsten, Dachhaus | 09283250 |
|                                         | Wohnstallhaus                                                                                         | Prof.-Nagel-Straße 14 (Karte)                                | Bezeichnet mit 1857                                                     | Zeittypischer Putzbau mit Satteldach, baugeschichtlich von Bedeutung. Wohnstallhaus stand bis Mai 2011 irrtümlich unter der Anschrift Prof.-Nagel-Straße 16 in der Denkmalliste. Das Wohnhaus Nummer 16 ist kein Denkmal. | 09283254 |
|                                         | Bergkeller                                                                                            | Schönborner Straße (Karte)                                   | Um 1850                                                                 | Bruchsteinmauerwerk, Sandsteintürgewände, sozialgeschichtlich von Bedeutung, holzlattengenagelte Eingangstür, Keller vermutlich eine Tonne, ebenerdiger Eingang, Gewölbe außen bewachsen | 08992519 |
|                                         | Bogenbrücke über den Roten Graben                                                                     | Schönborner Straße (Karte)                                   | 2. Hälfte 19. Jahrhundert                                               | Granitquader mit Brüstung, baugeschichtlich von Bedeutung, saniert, ursprünglich falsch adressiert | 08992518 |
| Direkt Bild zu diesem Denkmal hochladen | Wohnstallhaus eines Bauernhofes                                                                       | Schönborner Straße 9 (Karte)                                 | Um 1800                                                                 | Obergeschoss Fachwerk, hoher Originalitätsgrad, baugeschichtlich von Bedeutung | 09306782 |

## Hermsdorf
| Bild           | Bezeichnung | Lage                                                      | Datierung | Beschreibung | ID       |
| -------------- | --- | --------------------------------------------------------- | --- | --- | -------- |
| Weitere Bilder | Zwei Wegesteine | (an der Kastanienallee südlich des Schlossareals) (Karte) | 19. Jahrhundert | Verkehrsgeschichtlich von Bedeutung. Zwei zu beiden Seiten der Kastanienallee zwischen Hermsdorf und Weixdorf südlich des Hermsdorfer Schlosses aufgestellte Wegesteine aus dem 19. Jahrhundert, jeweils mit quadratischem Grundriss, vertieften Schriftspiegeln im oberen Drittel der Seitenflächen und einem abgerundeten Abschluss mit angearbeiteten Kreuzgraten, die Schriftspiegel weisen Richtungsangaben in schwarzer Frakturschrift nach „Hermsdorf“ und zum „Schloß“ bzw. nach „Lausa-Weixdorf“ und zum „Park“ auf. Beide Wegesteine sind als Zeugnisse der verkehrstechnischen Erschließung des ländlichen Raumes sowie als analog gestaltete, spiegelbildlich an der ursprünglichen Erschließungsachse des Schlosses platzierte Bestandteile der Hermsdorfer Allee von orts- und verkehrsgeschichtlicher Bedeutung. | 09303902 |
| Weitere Bilder | Wohnhaus | Bahnhofstraße 44 (Karte)                                  | 1895 | Putzbau mit flachem Mittelrisalit und seitlicher Veranda, Bleiglasfenster, baugeschichtlich von Bedeutung | 09283856 |
| Weitere Bilder | Transformatorenhäuschen                                                                                                | Diensdorfer Straße 11 (neben) (Karte)                     | Um 1910 | Turmartiger Putzbau mit Zeltdach, baugeschichtlich und technikgeschichtlich von Bedeutung | 09283855 |
| Weitere Bilder | Mietshaus mit Laden | Dresdner Straße 32 (Karte)                                | Um 1870 | Gründerzeitlicher Kopfbau mit Putzgliederung, baugeschichtlich von Bedeutung, zwei Gurtgesimse, Fensterverdachungen | 09283852 |
| Weitere Bilder | Wohnhaus | Dresdner Straße 42 (Karte)                                | Um 1880 | Putzbau mit vorgelagerten hölzernen Balkons, in Anlehnung an den Schweizer Stil, baugeschichtlich von Bedeutung, originale Haustür | 09283847 |
| Weitere Bilder | Gasthof Hermsdorf (Gasthof mit Saal)                                                                                   | Dresdner Straße 105 (Karte)                               | Um 1900 | Zeittypischer Putzbau mit einfacher Gliederung, baugeschichtlich und ortsgeschichtlich von Bedeutung | 09283853 |
| Weitere Bilder | Wegestein | Schloßstraße (Karte)                                      | 19. Jahrhundert | Verkehrsgeschichtlich von Bedeutung, Naturstein quadratischen Querschnitts, im oberen Drittel geglättet und mit vertieften Schriftspiegeln, darüber flachpyramidaler Abschluss mit abgefasten Ecken | 09303901 |
| Weitere Bilder | Schlossmühle; Wohnhaus (Nr. 3), Müllerwohnhaus (Nr. 5) und Mühlengebäude (gegenüber Nr. 5) der ehemaligen Schlossmühle | Schloßstraße 3, 5 (Karte)                                 | Bezeichnet mit 1841 (Nr. 3); bezeichnet mit 1840 (Nr. 5); um 1840 | Baugeschichtlich, ortsgeschichtlich und technikgeschichtlich von Bedeutung. Wohnhaus Nummer 3: kleiner zweigeschossiger Putzbau mit herkömmlichen Proportionen, Obergeschoss alte Fenster, Satteldach, gehörte vermutlich zur Schlossmühle. Müllerwohnhaus (Nummer 5): zweigeschossiger Putzbau, langgestreckter Baukörper, wenige Eingriffe in historischer Substanz, Satteldach, durchgängig neue Fenster, in einem Fenster kleine Tafel mit Inschrift: „C. C. K. 1840“ erhalten. Mühle: dreieinhalbgeschossiger Baukörper mit original erhaltener Kubatur und ursprünglichen Proportionen, Satteldach, Halbgeschoss über drittem Obergeschoss später aufgestockt, mit Sandstein-Inschrifttafel („... Th. Dotzauer“). | 09283845 |
| Weitere Bilder | Wohnhaus | Schloßstraße 7 (Karte)                                    | Vor 1800 | Obergeschoss Fachwerk verputzt, baugeschichtlich von Bedeutung | 09283861 |
| Weitere Bilder | Rittergut, Schloss und Schlosspark Hermsdorf (Sachgesamtheit)                                                          | Schloßstraße 9, 9b (Karte)                                | Ursprünglich 16. Jahrhundert (Rittergut); Anlage des ersten französischen Parkteils 1729–1732; 2. Hälfte 18. Jahrhundert Anlage des zweiten Parkteils                                                       | Sachgesamtheit Schloss und Schlosspark Hermsdorf mit folgenden Einzeldenkmalen: Schloss, Schlossinsel mit ehemaliger Ringmauer und Zaun, Schlosstor mit vier Steinpfeilern und Vasenaufsätzen und Parktor mit zwei Steinpfeilern, Vasenaufsätzen und zwei Platanen, drei Eckbastionen und umlaufender Schlossgraben mit zwei steinernen Brücken, Wirtschaftsgebäude, Bedienstetenhäuser, Gärtnerhaus und Reste der Schlosseingangsallee des südlich gelegenen Wirtschaftshofes, den Park südlich, östlich und in Resten nördlich begrenzende Einfriedungsmauern, acht Zugangstore mit Torpfeilern (davon sechs Torpfeiler mit Vasenaufsätzen und ein Tor mit Altan), südöstlich gelegenes Aussichtsplateau (sogenanntes Aha) mit Mauern und Treppe, Schlossteich mit Gondelanlegestelle, Gondelhaus, Treppe, Dammweg und Steinbank, Kanal mit zwei Inseln und vier Gartenbrücken, Gartenpavillon, vier Sandsteinvasen, vier steinerne Wasserbassins mit Fontäne, drei Steintische, drei Postamente, drei Gartenskulpturen (Apollo, Kindergruppe, Titaniadenkmal) und ein Aussichtsplatz mit zwei Treppen, Stützmauern und Postament mit Resten einer Gartenskulptur, daneben drei zur Schlossanlage führende Alleen, die südwestlich gelegene Parkerweiterung mit Lindenrondell, Findlingsplatz, Quelle, Steinbrücke über die Große Röder sowie Schütz und Wehr an Mündung Große Röder / Mühlgraben (ID-Nr. 09283843, gleiche Anschrift), der Schlosspark mit Bodenrelief, Wegesystem, struktur- und raumbildender Bepflanzung, Wassergräben, Steinsetzungen, Banknischen und Blickbeziehungen (Gartendenkmal) sowie Wirtschaftshof, Gärtnerei, Obstgarten und Schlosswiese als Sachgesamtheitsteile; Anlage gehört zu hervorragendsten Schöpfungen der sächsischen Gartenkunst, bau-, kunst- und gartengeschichtlich, bau- und gartenkünstlerisch landschaftsprägend von Bedeutung | 09303696 |
| Weitere Bilder | Einzeldenkmale der Sachgesamtheit Schloss und Schlosspark Hermsdorf                                                    | Schloßstraße 9, 9b (Karte)                                | Ursprünglich 16. Jahrhundert (Wasserschloss); im Kern 18. Jahrhundert (südlich des Schlosses gelegene z.); 1950 und möglicherweise Teile der 1930er Jahre (Schlossteichanlagen); bezeichnet mit 1980 (Wehr) | Schloss, Schlossinsel mit ehemaliger Ringmauer und Zaun, Schlosstor mit vier Steinpfeilern und Vasenaufsätzen und Parktor mit zwei Steinpfeilern, Vasenaufsätzen und zwei Platanen, drei Eckbastionen und umlaufender Schlossgraben mit zwei steinernen Brücken, Wirtschaftsgebäude, Bedienstetenhäuser, Gärtnerhaus und Reste der Schlosseingangsallee des südlich gelegenen Wirtschaftshofes, den Park südlich, östlich und in Resten nördlich begrenzende Einfriedungsmauern, acht Zugangstore mit Torpfeilern (davon sechs Torpfeiler mit Vasenaufsätzen und ein Tor mit Altan), südöstlich gelegenes Aussichtsplateau mit Mauern und Treppe (sogenanntes Aha), Schlossteich mit Gondelanlegestelle, Gondelhaus, Treppe, Dammweg und Steinbank, Kanal mit zwei Inseln und vier Gartenbrücken, Gartenpavillon, vier Sandsteinvasen, vier steinerne Wasserbassins mit Fontäne, drei Steintische, drei Postamente, drei Gartenskulpturen (Apollo, Kindergruppe, Titaniadenkmal) und ein Aussichtsplatz mit zwei Treppen, Stützmauern und einem Postament mit Resten einer Gartenskulptur, daneben drei zur Schlossanlage führende Alleen, die südwestlich gelegene Parkerweiterung mit Lindenrondell, Findlingsplatz und Quelle, Steinbrücke über die Große Röder sowie Schütz und Wehr an Mündung Große Röder/Mühlgraben (ID-Nr. 09303696, gleiche Anschrift); bau-, kunst- und gartengeschichtlich, bau- und gartenkünstlerisch, ortsgeschichtlich und landschaftsprägend von Bedeutung. | 09283843 |
| Weitere Bilder | Wohnhaus | Schloßstraße 16 (Karte)                                   | 2. Hälfte 18. Jahrhundert | Obergeschoss Fachwerk verputzt, Giebel verbrettert, baugeschichtlich von Bedeutung | 09283842 |
| Weitere Bilder | „Brauschänke“; Wohnhaus mit rückwärtigem Anbau                                                                         | Schloßstraße 18 (Karte)                                   | 18. Jahrhundert | Obergeschoss Fachwerk, baugeschichtlich von Bedeutung | 09283841 |
| Weitere Bilder | Denkmal für die Gefallenen des Ersten Weltkrieges                                                                      | Weinbergstraße (Karte)                                    | Nach 1918 | Steingruppe mit Ketteneinfassung, ortsgeschichtlich von Bedeutung, inmitten eines Haines aus Kiefern, Birken und Hainbuchen Steingruppe mit Gedenkstein und halbrunder Einfriedung aus grob behauenen Steinsäulen mit Ketten, Gedenkstein als Findling auf großer Steinsetzung mit integrierten Stufen (alles Granit), Inschrift „1914–1918“ sonst kaum noch lesbar, an West- und Ostseite des Findlings nachträglich zwei Inschriftentafeln angebracht | 09283854 |

## Medingen
| Bild                                    | Bezeichnung | Lage                               | Datierung                                                                                               | Beschreibung | ID       |
| --------------------------------------- | --- | ---------------------------------- | --- | --- | -------- |
|                                         | Denkmalschutzgebiet Ortslage Medingen (Vorschlag) | (Karte)                            | | Denkmalschutzgebiet Ortslage Medingen | 09301683 |
| Direkt Bild zu diesem Denkmal hochladen | Ländliches Wohnhaus | Alte Ottendorfer Straße 2 (Karte)  | 1. Hälfte 19. Jahrhundert                                                                               | Putzbau mit Krüppelwalmdach, baugeschichtlich von Bedeutung | 09284093 |
| Weitere Bilder                          | Alte Schneidemühle; Mühle Medingen; Mühlengebäude mit altem Sägegatter | Alte Ottendorfer Straße 10 (Karte) | Anfang 18. Jahrhundert                                                                                  | Zum Mühlenkomplex gehören auch Gebäude Dorfstraße 1, 3 und 5, siehe dort, ortsgeschichtlich und technikgeschichtlich von Bedeutung, Bruchsteinbau teils verbrettert, Mühlengatter von 1923 (Lein/Pirna) | 09284095 |
| Direkt Bild zu diesem Denkmal hochladen | Wohnhaus | Alte Ottendorfer Straße 14 (Karte) | Anfang 19. Jahrhundert                                                                                  | Obergeschoss Fachwerk verputzt, baugeschichtlich von Bedeutung | 09284090 |
| Direkt Bild zu diesem Denkmal hochladen | Wohnstallhaus | Am Goldborn 1 (Karte)              | 18. Jahrhundert                                                                                         | Obergeschoss Fachwerk verputzt, baugeschichtlich und sozialgeschichtlich von Bedeutung | 09284097 |
|                                         | Wohnhaus | Amseltal 3 (Karte)                 | 1. Hälfte 19. Jahrhundert                                                                               | Obergeschoss Fachwerk, baugeschichtlich von Bedeutung, Erdgeschoss vorn verändert | 09284113 |
| Direkt Bild zu diesem Denkmal hochladen | Wohnhaus | Amseltal 4 (Karte)                 | 18. Jahrhundert                                                                                         | Obergeschoss Fachwerk, baugeschichtlich von Bedeutung | 09284114 |
| Weitere Bilder                          | Transformatorenhäuschen | Dorfstraße (Karte)                 | 1920er Jahre                                                                                            | Putzbau mit Schieferturm, technikgeschichtlich von Bedeutung | 09284119 |
| Weitere Bilder                          | Kirche Medingen; Grufthaus, zwei Grabmale, Einfriedungsmauer (darin eingelassen kleine Sandsteinfigur einer Frau, den Glauben darstellend) mit vier Torpfeilern und Kriegerdenkmal für die Gefallenen des 1. Weltkrieges sowie drei Linden (Gartendenkmal) vor der Einfriedungsmauer | Dorfstraße (Karte)                 | 1695–1860 (Grabmal); 1. Hälfte 19. Jahrhundert (Grufthaus); nach 1918 (Kriegerdenkmal 1. Weltkrieg)     | Kleine Saalkirche romanischen Ursprungs, verputzter Bruchsteinbau, baugeschichtlich und ortsgeschichtlich von Bedeutung. - Kirche 1747 erneuert, verputzter Bruchsteinbau - Zürnergruft: klassizistisches Grufthaus - Einfriedungsmauer, darin eingelassen kleine Sandsteinfigur einer Frau, den Glauben darstellend, mit westlichem und nördlichem Eingang: Bruchsteinmauer Granit, unverputzt, je zwei Torpfeiler mit Sandsteinplatte als Abdeckung - Kriegerdenkmal für die Gefallenen des Ersten Weltkrieges: Granitkubus auf zweistufigem Sockel mit Stahlhelm-Relief. - Grabmale auf dem Kirchhof: - barockes Sandsteingrabmal für Pfarrer J. Werner, gestorben 1783 und J.F.T. Fleischer gestorben 1860 - barockes Sandsteingrabmal für Anna Katharina Hauffe, gestorben 1695 - zwei sehr alte Sommer-Linden (Tilia platyphyllos), wohl Reste eines den Kirchhof umgebenden Lindenkranzes | 09284107 |
| Weitere Bilder                          | Alte Schneidemühle; Mühle Medingen; Mühlenanwesen mit Wohnhaus (bestehend aus zwei Teilen Nr. 3, 5), Scheune und Stallungen im Winkel (Nr. 5a), Wohnhaus und Seitengebäude (Nr. 1) jenseits des Mühlgrabens mit Übergang sowie der Mühlgraben                                        | Dorfstraße 1, 3, 5, 5a (Karte)     | Bezeichnet mit 1860 (Nr. 3, 5); 1. Hälfte 19. Jahrhundert; 19. Jahrhundert (Nr. 1, zu Nr. 1 und Nr. 5a) | Zum Mühlenkomplex gehört auch Gebäude Alte Ottendorfer Straße 10, siehe dort, baugeschichtlich und technikgeschichtlich von Bedeutung, ortsgeschichtlich von Bedeutung, Wohnhaus heute mit zwei Eingängen, Nummer 3 und 5 | 09284094 |
| Weitere Bilder                          | Gasthof mit Saalgebäude und Einfriedung sowie zugehöriges Ausgedingehaus mit Einfriedung | Dorfstraße 6 (Karte)               | Nach 1800, 1. Hälfte 19. Jahrhundert                                                                    | Breitgelagerter Putzbau mit Krüppelwalmdach, baugeschichtlich und ortsbildprägend von Bedeutung, Ausgedinge im Obergeschoss Fachwerk, bis Januar 2008 irrtümlich auch unter der Hausnummern 4 in der Denkmalliste geführt | 09284109 |
| Weitere Bilder                          | Rittergut und Gutspark Medingen (Sachgesamtheit) | Dorfstraße 7, 9 (Karte)            | 1701–1939                                                                                               | Sachgesamtheit Rittergut und Gutspark Medingen mit folgenden Einzeldenkmalen: Schloss mit angebautem rechten Nebengebäude und dem ehemaligen Pferdestall, heute offener Gang (ID-Nr. 09284106), Wohnhaus (ehemalige Gesindehaus) mit Toreinfahrt zum Schlosshof (ID-Nr. 09284104) sowie Gutspark als Gartendenkmal und Reste der Einfriedungsmauer als Sachgesamtheitsteil; ortsgeschichtlich und landschaftsgestaltend von Bedeutung. Ausdehnung bis zur Röder, vor dem Schloss Ausdehnung bis zur Hauptstraße mit den Resten der alten Umfassungsmauern, vor dem Schloss gemauerte Terrassen und ebenfalls Grünanlagen. | 09284105 |
|                                         | Wohnhaus (ehemaliges Gesindehaus) mit Toreinfahrt zum Schlosshof (Einzeldenkmal zu ID-Nr. 09284105) | Dorfstraße 7 (Karte)               | 18. Jahrhundert                                                                                         | Einzeldenkmal der Sachgesamtheit Rittergut und Gutspark Medingen; baugeschichtlich und ortsgeschichtlich von Bedeutung. Toreinfahrt: zwei gemauerte Pfeiler mit Kugel. | 09284104 |
| Weitere Bilder                          | Schloss mit angebautem rechten Nebengebäude und dem ehemaligen Pferdestall, heute offener Gang (Einzeldenkmal zu ID-Nr. 09284105) | Dorfstraße 9 (Karte)               | 1895 (Schloss/Rittergut); 1930er Jahre (Pferdestall)                                                    | Einzeldenkmal der Sachgesamtheit Rittergut und Gutspark Medingen; Schloss in neobarocker Formensprache, baugeschichtlich und ortsgeschichtlich von Bedeutung. Neobarockes Schloss nach Brand 1895 errichtet, ehemalige Pferdeställe in den 1930er Jahren zu einem offenen Gang umgebaut. | 09284106 |
| Weitere Bilder                          | Wohnstallhaus, Hofeinfahrtspfosten, Hofmauer und zwei Hofbäume eines Bauernhofes | Dorfstraße 17 (Karte)              | 18. Jahrhundert                                                                                         | Wohnstallhaus Obergeschoss Fachwerk, baugeschichtlich, sozialgeschichtlich und ortsbildprägend von Bedeutung. Stallanbau kein Denkmal (gestrichen am 6. Oktober 2004). Ausgedingehaus vor 2004 abgerissen. Zwei geschnittene Linden (Tilia spec.) als Torbäume vor dem Eingangsbereich des Gehöftes gelegen, flankieren beidseitig die Hofeinfahrt. | 09284118 |
| Direkt Bild zu diesem Denkmal hochladen | Dreiseithof mit Wohnhaus und Stallanbau, Seitengebäude, Scheune mit Holzdurchfahrt, 2 Hofeinfahrtspfosten und Einfriedungsmauer | Dorfstraße 31 (Karte)              | 3. Viertel 19. Jahrhundert (Wohnstallhaus); 2. Hälfte 18. Jahrhundert (Seitengebäude)                   | Baugeschichtlich wirtschaftsgeschichtlich von Bedeutung. Seitengebäude: Obergeschoss Fachwerk, verputzt. | 09284115 |
| Weitere Bilder                          | Einfriedung des Eckgrundstücks mit Ganitbruchsteinmauer, hölzernen Zaunsfeldern und zwei Toren | Hauptstraße 1 (Karte)              | 1920er Jahre                                                                                            | Straßenbildprägend von Bedeutung, Einfriedung hohe Bruchsteinmauer mit Pfeilern (Granit) und weiß gefassten, hölzernen Zaunsfeldern, an der Pappelallee zweiflügeliges Einfahrtstor (Holz, braun gefasst) und an der Hauptstraße Eingangstor (einflügelig) | 09284124 |
|                                         | Pfarrhaus und Toreinfahrt | Hauptstraße 3 (Karte)              | Um 1650                                                                                                 | Obergeschoss und Giebel Fachwerk mit Andreaskreuzen, baugeschichtlich, hausgeschichtlich und straßenbildprägend von Bedeutung | 09284125 |
| Weitere Bilder                          | Schule mit Einfahrtspfosten und Mauer | Hauptstraße 7 (Karte)              | Bezeichnet mit 1848                                                                                     | Einfacher Putzbau mit Satteldach, baugeschichtlich und ortsgeschichtlich von Bedeutung | 09284123 |
|                                         | Bauernhof mit Wohnstallhaus mit Stallanbau und Scheune | Hauptstraße 11 (Karte)             | 2. Hälfte 19. Jahrhundert                                                                               | Wohnstallhaus Obergeschoss Fachwerk, baugeschichtlich und wirtschaftsgeschichtlich von Bedeutung | 09284120 |
| Weitere Bilder                          | Neues Pfarrhaus | Pappelallee 2 (Karte)              | 1904 | Putzbau im Stil des Späthistorismus, baugeschichtlich und ortsgeschichtlich von Bedeutung, villenartiger Bau. Architekt: Martin Pietzsch. | 09284096 |
|                                         | Wohnhaus | Rosental 3 (Karte)                 | Anfang 19. Jahrhundert                                                                                  | Obergeschoss Fachwerk verbrettert, baugeschichtlich von Bedeutung | 09284101 |
|                                         | Wohnstallhaus | Rosental 7 (Karte)                 | Um 1800                                                                                                 | Obergeschoss Fachwerk, baugeschichtlich von Bedeutung | 09284100 |
|                                         | Wohnstallhaus mit winkliger Scheune | Weixdorfer Straße 12 (Karte)       | 1855 | Wohnstallhaus Putzbau mit Zwillingsfenster im Giebel, baugeschichtlich von Bedeutung | 09284102 |

## Streichungen von der Denkmalliste

### Streichungen von der Denkmalliste (Ottendorf-Okrilla)
| Bild                                    | Bezeichnung                            | Lage                     | Datierung              | Beschreibung | ID       |
| --------------------------------------- | -------------------------------------- | ------------------------ | ---------------------- | --- | -------- |
| Direkt Bild zu diesem Denkmal hochladen | Fabrikgebäude des ehemaligen Gaswerkes | Gaswerkstraße 2b (Karte) | Anfang 20. Jahrhundert | Basilikaler Baukörper mit aufwändiger Klinkergliederung und repräsentativer Straßenfassade, baugeschichtlich und technikgeschichtlich von Bedeutung. In straßenseitigem Mittelrisalit (angedeutet) drei große rundbogige Fenster, mittleres hervorgehoben und in seitlichen Bauteilen segmentbogige Fenster, zwei Türen originale Sprossungen. Ehemaliges Verwaltungsgebäude (Nummer 2) als Denkmal gestrichen, weil innen entkernt, zum Teil am Außenbau bereits verunklärende Anbauten stattgefunden, Kunststofffenster, als selbständiges Denkmal von zu geringer historischer Aussagekraft. Zwischen 2017 und 2024 aus der Denkmalliste gestrichen. | 09284141 |
| Direkt Bild zu diesem Denkmal hochladen | Wohnhaus                               | Goethestraße 1 (Karte)   |                        | Putzbau im Heimatstil mit Mansarddach mit Schopf, übergiebeltes Mansardfenster, baugeschichtlich von Bedeutung; nach 2014 von Denkmalliste gestrichen | 09284153 |
| Direkt Bild zu diesem Denkmal hochladen | Wohnhaus                               | Goethestraße 3 (Karte)   |                        | Im traditionalistischen Stil der 1920er Jahre, baugeschichtlich von Bedeutung; nach 2014 von Denkmalliste gestrichen | 09284155 |
| Direkt Bild zu diesem Denkmal hochladen | Wohnhaus                               | Goethestraße 5 (Karte)   | 1920er Jahre           | Im traditionalistischen Stil der 1920er Jahre, baugeschichtlich von Bedeutung; nach 2014 von Denkmalliste gestrichen | 09284156 |
| Direkt Bild zu diesem Denkmal hochladen | Wohnhaus mit Einfriedung               | Goethestraße 8 (Karte)   |                        | Im traditionalistischen Stil errichtet, Einfriedung aus Granitmauerwerk, baugeschichtlich von Bedeutung; nach 2014 von Denkmalliste gestrichen | 09284157 |
| Direkt Bild zu diesem Denkmal hochladen | Wohnhaus mit Einfriedungspfosten       | Goethestraße 9 (Karte)   | Um 1930                | Im traditionalistischen Stil errichtet, baugeschichtlich von Bedeutung; nach 2014 von Denkmalliste gestrichen | 09284158 |

### Streichungen von der Denkmalliste (Hermsdorf)
| Bild                                    | Bezeichnung                  | Lage                       | Datierung                       | Beschreibung | ID       |
| --------------------------------------- | ---------------------------- | -------------------------- | ------------------------------- | --- | -------- |
| Weitere Bilder                          | Empfangsgebäude des Bahnhofs | Dresdner Straße            | Letztes Viertel 19. Jahrhundert | Einfacher Bretterbau, eisenbahngeschichtlich und verkehrsgeschichtlich von Bedeutung; möglicherweise nicht mehr denkmalgeschützt oder nicht mehr vorhanden | 09283846 |
| Direkt Bild zu diesem Denkmal hochladen | Wohnhaus                     | Dresdner Straße 28 (Karte) | 18. Jahrhundert                 | Obergeschoss Fachwerk, baugeschichtlich von Bedeutung; zwischen 2011 und 2016 abgerissen                                                                   | 09283851 |

### Streichungen von der Denkmalliste (Medingen)
| Bild                                    | Bezeichnung                                                    | Lage                  | Datierung       | Beschreibung | ID       |
| --------------------------------------- | -------------------------------------------------------------- | --------------------- | --------------- | --- | -------- |
| Direkt Bild zu diesem Denkmal hochladen | Wohnhaus mit Scheunenanbau                                     | Dorfstraße 27 (Karte) | 18. Jahrhundert | Wohnhaus Obergeschoss Fachwerk, baugeschichtlich und sozialgeschichtlich von Bedeutung. Abbruchgenehmigung vom 11. Juni 2015, 2017 oder 2018 abgerissen.                                                                         | 09284116 |
| Direkt Bild zu diesem Denkmal hochladen | Wohnstallhaus und Seitengebäude eines ehemaligen Dreiseithofes | Dorfstraße 34 (Karte) | 18. Jahrhundert | Wohnstallhaus Obergeschoss Fachwerk, baugeschichtlich und sozialgeschichtlich von Bedeutung. 2001 Abbruchgenehmigung für Seitengebäude erteilt, Abbruch zwischen 2001 und 2008. Wohnstallhaus zwischen 2018 und 2020 abgerissen. | 09284112 |

## Tabellenlegende
- Bild: Bild des Kulturdenkmals, ggf. zusätzlich mit einem Link zu weiteren Fotos des Kulturdenkmals im Medienarchiv Wikimedia Commons. Wenn man auf das Kamerasymbol klickt, können Fotos zu Kulturdenkmalen aus dieser Liste hochgeladen werden:
- Bezeichnung: Denkmalgeschützte Objekte und ggf. Bauwerksname des Kulturdenkmals
- Lage: Straßenname und Hausnummer oder Flurstücknummer des Kulturdenkmals. Die Grundsortierung der Liste erfolgt nach dieser Adresse. Der Link (Karte) führt zu verschiedenen Kartendiensten mit der Position des Kulturdenkmals. Fehlt dieser Link, wurden die Koordinaten noch nicht eingetragen. Sind diese bekannt, können sie über ein Tool mit einer Kartenansicht einfach nachgetragen werden. In dieser Kartenansicht sind Kulturdenkmale ohne Koordinaten mit einem roten bzw. orangen Marker dargestellt und können durch Verschieben auf die richtige Position in der Karte mit Koordinaten versehen werden. Kulturdenkmale ohne Bild sind an einem blauen bzw. roten Marker erkennbar.
- Datierung: Baubeginn, Fertigstellung, Datum der Erstnennung oder grobe zeitliche Einordnung entsprechend des Eintrags in der sächsischen Denkmaldatenbank
- Beschreibung: Kurzcharakteristik des Kulturdenkmals entsprechend des Eintrags in der sächsischen Denkmaldatenbank, ggf. ergänzt durch die dort nur selten veröffentlichten Erfassungstexte oder zusätzliche Informationen
- ID: Vom Landesamt für Denkmalpflege Sachsen vergebene, das Kulturdenkmal eindeutig identifizierende Objekt-Nummer. Der Link führt zum PDF-Denkmaldokument des Landesamtes für Denkmalpflege Sachsen. Bei ehemaligen Kulturdenkmalen können die Objektnummern unbekannt sein und deshalb fehlen bzw. die Links von aus der Datenbank entfernten Objektnummern ins Leere führen. Ein ggf. vorhandenes Icon  führt zu den Angaben des Kulturdenkmals bei Wikidata.

## Ausführliche Denkmaltexte
1. ↑  Sachgesamtheit Kirche Ottendorf-Okrilla mit Kirchhof und Friedhofserweiterung am Feldweg:
  - Kirche: alte Kirche um 1610, 1873 abgebrannt, Neubau 1874–1875
  - Kirchhof: ummauerter Kirchhof wohl bereits als Umgebung der Kirche von 1610 (Kirche heute Neubau 1874/75) zwischen Radeberger Straße und Feldweg
  - Einfriedung: umlaufende Einfriedungsmauer aus Bruchstein, teils verputzt, im Bereich Radeberger Straße als Stützmauer mit Quadermauerwerk in unregelmäßigen Lagen
  - Zugänge: nordöstliches Eingangstor an der Radeberger Straße mit zwei Torpfeilern und zweiflügeligem Ziergittertor, südliches Eingangstor am Feldweg mit einflügeliger Pforte und zweiflügeligem Tor (beide Ziergitter) mit schlichten Pfeilern, Wege teils mit Kleinsteinpflaster Granit
  - Vegetation: fünf Winter-Linden-Altbäume (Tilia cordata), teils mit Schnittstellen, davon zwei sehr große Linden südlich der Kirche, mehrere große Stubben (2017), am Eingang Radeberger Straße alter Fliederbestand, am Kriegerdenkmal Rhododendron und Trauer-Esche (Fraxinus excelsior 'Pendula')
  - Friedhof: regelmäßiger Friedhof, wohl um 1900 südlich vom Feldweg als Erweiterung des Kirchhofs angelegt, mit südlich 1. Erweiterungsfläche (Heckenquartier) und westlich 2. Erweiterungsfläche
  - Einfriedung: verputzte Bruchsteinmauer um das ursprüngliche Friedhofsareal (zum Teil durch weitere Erweiterungen nach Süden und Westen heute innerhalb des Geländes verlaufend), 2. Erweiterungsfläche mit Holzlattenzaun eingefriedet
    - Zugänge: zwei Eingangstore im Norden am Feldweg wie gegenüber liegendes Eingangstor des Kirchhofs am Feldweg, westliches Eingangstor: zweiflügeliges Ziergitter, weitere Zugänge im Osten und Süden zu den Erweiterungsflächen, Wege mit wassergebundener Decke,

  - Vegetation: von Norden nach Süden verlaufende Allee aus Winter-Linden lückenhaft (Altbäume, Tilia cordata, gegenständig, ca. 5 m Abstand, ursprünglich geschnitten), in 1. Erweiterung bereits erneuert, Eckbetonung im Nordosten durch eine Amerikanische Roteiche (Quercus rubra) und im Südosten eine Sumpf-Eiche (Quercus palustris), von Westen nach Osten verlaufende Allee aus Winter-Linden (Tilia cordata, gegenständig, ca. 5 m Abstand) wohl 1970er/80er Jahre gepflanzt, führt von 2. Erweiterung bis an die Südstraße, in 1. Erweiterung seitlich der Linden-Allee zwei Heckenquartiere mit geschnittenen Hecken (Spiraeax bumalda 'Anthony Waterer')
  - Ausstattung: zwei Steinbänke am Rondell (Schnittpunkt der zwei Linden-Alleen)
  - Denkmalwerte Grabstätten:
    - Grabmal der Eheleute Carl Gottlieb Beck (1783–1867), Gutsbesitzer zu Kleinokrilla und Johanne Dorothea (1785–1863), Trauernder Engel, der sich auf eine Urne stützt, Sandstein, nach 1863
    - Grabanlage der Familie Schiffl einschließlich niedriger Einfriedung mit schmiedeeisernem Gitter, Erstbelegung Julius Schiffl (1839–1892), Fabrikbesitzer, Grabstele mit giebelartiger Bekrönung und niedrigen Seitenwangen, polierter schwarzer Granit, nach 1892, in die Grabanlage integriertes Grabmal für Erika Schiffl (1903–1909), Galvanoplastik eines überlebensgroßen stehenden Engels mit Trauergestus auf schlichtem schwarzem Granitsockel, nach 1909
    - Grabmal für die Eheleute Pauline (1844–1907) und Friedrich August Leonhardt (1864–1924), Friedensrichter, Grabstele ähnlich Nummer 2, jedoch zusätzlich mit bekrönendem Kreuz, polierter schwarzer Granit, nach 1907
    - Barockes Grabmal mit zwei Kartuschen sowie floraler Umrahmung und Bekrönung, Sandstein, 18. Jahrhundert
      - Grabmal der Eheleute Christian Gottlob Meinhold (?) und Anne Rosine (?), Grabstele über quadratischem Grundriss, an einer Seite zwei Kartuschen mit Inschriften, Sandstein, 1. Hälfte 19. Jahrhundert
      - Grabmal der Eheleute Johann … (?), über einem Sockel Grabstele mit zwei Schrifttafeln, in der Art einer Ädikula mit Dreiecksgiebel und Akroterien, Sandstein, Mitte 19. Jahrhundert

  - Denkmalwerte Grabstätte auf der Friedhofserweiterung: Grabmal der Familie Richter, Erstbelegung Elsbeth Richter (1884–1968), Grabstele mit niedrigen Seitenwangen, besondere künstlerische Gestaltung mit Ritzzeichnung, Darstellung eines Paares in antikisierender Gewandung vor einer Ideallandschaft, schwarzer polierter Granit, nach 1968
2. ↑  Schloss in jetziger Anlage aus 16. Jahrhundert, 1729 teilweise abgebrannt, bis 1732 wiederhergestellt. Adam Friedrich Graf von Flemming legte in dieser Zeit großen Lustgarten an (großer Kanal, Fasanerie, Anlage einzelner Wegeachsen und Sternplätze, Gartenportale, Plastik), dieser großzügige Teil der Anlage entstammt der Zeit August des Starken. Anderer Teil des Parkes mit geschlängelter Wegeführung, Rasenböschung entlang der Kanalufer aus 2. Hälfte 18. Jahrhundert, gesteigerte Wirkung durch Verwendung der freien Natur auf Grundlage des Beginns der englischen Gartenbewegung. Bereits 1804 von Hasse die glückliche Vereinigung französischen und englischen Geschmackes gerühmt. Anlage gehört zu hervorragendsten Schöpfungen der sächsischen Gartenkunst. Bei Einfriedung enthalten: schmiedeeiserne Zaunsgitter und Tore mit schmiedeeisernen Gittern und Pokalaufsätzen. Wegestein aus Sandstein. Wehr (Schlosswehr Hermsdorf): Überfallwehr mit zwei Feldern, darüber Bediensteg, unterwasser seitliche Uferstützmauern, Wehr ID 1024 in der Wehrdatenbank der sächsischen Fließgewässer (SMUL), Flusskilometer 64,44 km, Wehrhöhe 1,6 m, Wehrbreite 16 m, mit einem Wehraufsatz in Form von Schützen (Bedienung mittels Zahnstangen), Schützanlage aus Beton mit zentralem Schütz (Bedienung mittels Zahnstangen) am Einlauf des Mühlgrabens (am linken Flussufer) zur Regulierung des Wasserzustroms, Mühlgraben diente ehemals der Wasserkraftgewinnung (Mühlenbetrieb 1948 eingestellt), heute Speisung von Kanal und Schlossgraben.
Beschreibung Gartendenkmal (Sabine Webersinke, Mai 2011): Schlossanlage mit ehemaligem Wirtschaftshof und noch genutzter Gärtnerei.
3. ↑  Dehio – Handbuch der deutschen Kunstdenkmäler / Sachsen Band 1:

Evangelische Pfarrkirche. Kleine Saalkirche romanischen Ursprungs, 1747 erneuert und wohl um den Chor vergrößert, 1929 neues Satteldach. Restaurierungen 1904 und 1992–94. Verputzter Bruchsteinbau mit leicht eingezogenem, gerade geschlossenem Chor. Seit 1929 über Saal und Chor einheitliches Satteldach, das am Chor durch vorgelagerte Eckpfeiler getragen wird. Massiger Dachreiter mit achteckiger Haube und Laterne. Im Innern flachgedeckt, teilweise mit vegetabiler Renaissance-Malerei (1976 freigelegt). Im Chor neue hölzerne Tonne. An der Nordwand ein romanisches Fenstergewände auf Höhe der Empore. Eingeschossige Emporen 1992 abgebrochen und mit Teilen der alten Brüstung 1994 rekonstruiert. Einfache hölzerne Altarwand mit geschwungener Front, als Altarbild Gemälde Christus am Ölberg, bezeichnet 1743, darüber Orgelempore. Unter der Empore die Sakristei mit Eingängen links und rechts des Altarbildes. Holzkanzel, wohl 17. Jahrhundert. Von einem älteren Flügelaltar noch zwei Tafeln erhalten, die hll. Apollonia und Ursula, von Pancratius Grueber aus Großenhain, um 1530 (jetzt im Pfarrhaus). Kohl-Orgel, um 1865, gering verändert.